# Milan Biševac
Milan Biševac - em sérvio: Милан Бишевац - (Kosovska Mitrovica, 31 de agosto de 1983) é um ex-futebolista sérvio nascido no atual Kosovo que atuava como zagueiro.

## Carreira
Milan Biševac representou a Seleção Servo-Montenegrina de Futebol nas Olimpíadas de 2004.